# Slaves (gruppo musicale statunitense)
Gli Slaves (stilizzato SL▲VES) sono stati un gruppo musicale statunitense formatosi a Sacramento, California, nel 2014.

## Formazione

### Formazione attuale
- Matt McAndrew – voce (2019-presente)
- Colin Viera – basso (2014-presente)

### Ex componenti
- Jonny Craig – voce (2014-2019)
- Jason Mays – chitarra ritmica, basso (2014)
- Christopher Kim – chitarra ritmica, percussioni (2014-2015)
- Alex Lyman – chitarra solista (2014-2016)
- Weston Richmond – chitarra ritmica (2015-2016)
- Tai Wright – batteria, percussioni (2014-2016)

## Discografia
Album in studio
- 2014 – Through Art We Are All Equals
- 2015 – Routine Breathing
- 2018 - Beautiful Death